# ماريا دي مايثتو
ماريا دي مايثتو ويتني (18 يوليو 1882، فيتوريا - 7 يناير 1948، مار ديل بلاتا، الأرجنتين) كانت معلمة إسبانية، ونسوية، ومؤسسة سكن السيدات ونادي الليسيوم في مدريد. كانت شقيقة الكاتب والصحفي والدبلوماسي، راميرو دي مايثتو والرسام غوستافو دي مايثتو.

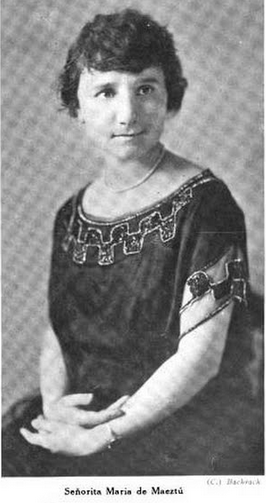
ماريا دي مايثتو ، من منشور عام 1919.

## بداية حياتها
كانت ماريا في الرابع من خمسة أطفال ولدوا في فيتوريا عاصمة الباسك محافظة من ألافا. كان والدها، مانويل دي مايثتو رودريغيز، مهندسًا كوبيًا ومالكًا للأراضي من نافارا، وقد قابل والدتها، جوان ويتني، ابنة دبلوماسي بريطاني [ بحاجة لمصدر ] في باريس، عندما كانت في السادسة عشرة من عمرها. لم يتزوج والدا ماريا قط.  في عام 1889 وفاة والدها بشكل غير متوقع في كوباأدت إلى مشاكل إدارية مربكة وتركت الأسرة في حالة خراب. أخذت والدتها، وهي امرأة هشة ولكن المغامرة مع شخصية قوية، ولها ثلاثة أولاد وابنتان ل بلباو و، في عام 1891، وإنشاء مدرسة داخلية للفتيات لدراسة الفرنسية والإنجليزية وتحسين المهارات الثقافية. بدأت ماريا التدريس في أكاديمية والدتها الأنجلو-فرنسية، ثم بدأت التدريس في المدارس العامة في بلباو. في عام 1903 قبلت مبنى البلدية من منصب بلباو كمدير للمدرسة الليلية المنشأة حديثًا للكبار وعمل أيضًا مديرًا لرياض الأطفال (1902-1912). أنشأت مستعمرات المدارس الصيفية وركزت على التعليم العلماني الذي حصد العديد من الأعداء لها. وأصبح لها شهرة واسعة حتى أنه على الرغم من شبابها، دعيت للمشاركة في المسرح مع كونسيبسيون سايز، ميغيل دي أونامونو وغيرهم من الأكاديميين في معرض «اجتماعيون دي بيلباو» (معرض علماء) في عام 1905.
كانت ماريا متحدثة بليغة، وقد جعلتها معرفتها باللغات في وضع يمكنها من تمثيل إسبانيا في المؤتمرات الدولية واستيراد أمثلة من الجمعيات النسوية الأنجلوسكسونية. دون انقطاع عملها في بلباو درست الفلسفة والأدب في جامعة سالامانكا كطالب غير رسمي ل ميغيل دي أونامونو. في صيف عام 1908 أرسلها مجلس الدراسات المتقدمة كمندوبة لمراقبة قسم التعليم في المعرض الفرنسي البريطاني في لندن.  وقت لاحق ذهبت في جولة محاضرة في الولايات المتحدة، وبريطانيا العظمى، والأرجنتين، كوبا ومدن إسبانية أخرى بما في ذلك جامعة سالامانكا، حيث أصبحت تلميذة لميغيل دي أونامونو، وجامعة كومبلوتنسي في مدريد حيث التقت أورتيجا وجاسيت.

## ملجئ السيدات «سكن السيدات»
في عام 1915، أسست ماريا بدعم من المجلس العسكري للفقرة Ampliación de Estudios (مجلس الدراسات المتقدمة) فندق «سكن السيدات» في مدريد. تحكمها نفس القواعد التي تحكمها «سكن الطالب» التي افتتحت في عام 1910 للرجال، أصبحت أول مركز رسمي في إسبانيا كان هدفه الرئيسي هو تشجيع مشاركة المرأة في التعليم المتقدم، من خلال توفير الإقامة للطالبات. وكانت أول مدير لها ومع المحاضرات والأمسيات الشعرية والموسيقية وحفلات مسرحية انها جذبت هذه المثقفين كما أورتيغا Gasset، خوان رامون خيمينيث، فيكتوريا أوكامبو، وما إلى ذلك المتحدثين الضيوف. هناك أونامونوقرأ مسرحيته «راشيل في سلاسل» (راشيل إينشينيند) وفي 16 مارس 1932 قرأ الشاعر فيديريكو جارسيا لوركا في نيويورك، ولم تنشر مجموعته الشعرية الجديدة حتى عام 1940. وجد لوركا الجو ممتعًا وأجرى فيما بعد البروفات لإخراج «بلاسكو إيبانيز لا باراكا» في القاعة الخاصة بهم. أنصار الآخرين والمحاضرين الضيوف المدرجة، رافائيل البرتي، لويس خيمينيز دى أسوا، غريغوريو مارانيون، ورامون ماريا ديل بايي إنكلان.

## نادي الليسيوم
في أبريل 1926، خلال دكتاتورية بريمو دي ريفيرا، أسست نادي ليسيوم أول ناد نسائي في إسبانيا. جنبا إلى جنب مع مساعدة من كارمن باروخا وكونشا مينديز أنها على غرار ذلك بعد نادي صالة حفلات " الصورة التي كانت في وجود في بروكسل، لندن، ميلان، مدينة نيويورك، باريس ولاهاي. كان القصد منه أن يكون مكانًا للاجتماع حيث يمكن للمرأة تبادل الأفكار والدفاع عن المساواة الاجتماعية والأخلاقية وكذلك المصالح المادية. افتتحت بمئة وخمسين عضوة يمثلون مجموعة متعلمة من النساء المهنيات، بما في ذلك النساء المتزوجات اللواتي أردن أفقًا أوسع وراء الجدران الأربعة لمنزلهن. مع أقسام مخصصة للقضايا الاجتماعية والأدب والفنون والموسيقى والعلوم وكذلك الشؤون الدولية، رعت المجموعة محاضرات وحفلات موسيقية ومعارض ومجموعة متنوعة من التكريم الأدبي. ودعوا إلى إصلاح الوضع القانوني للمرأة وإنشاء مراكز رعاية نهارية للنساء العاملات. وشمل أعضاء إرنستينا دى تشامبورين، ايلينا فورتون، ماريا Goyri، ماريا ليخاراغا، ماريا تيريزا ليون، كارمن مون باروجا، مارغريتا نيلكين ومابل بيريز دي أيالا. إيزابيل أويارزابال وفيكتوريا كينت كان نواب للرئيس وكان وزير زينوبيا كامبروبي. الأميرة فيكتوريا أوجيني وماريا ديل روزاريو دي سيلفا، دوقة ألبا عقدت الرئاسة الفخرية. وصالة حفلات ثبت أن شعبية كبيرة وبحلول عام 1929 عضويتها قد ارتفع إلى 450، مما دفع إنشاء فرع في برشلونة في عام 1931. اندلعت معارضة المحافظين مع الجماعات والمنشورات الدينية التي تدين النادي لأفكاره السياسية الليبرالية ومكتبته وما اعتبروه تهديدًا للزواج والأسرة والكنيسة.  أحد القساوسة أن "المجتمع يجب أن يحبسهم على أنهم مجانين أو مجرمين بدلاً من السماح لهم بالتحدث في هذا النادي ضد جميع القواعد الإنسانية والإلهية. وسوف يستفيد الجو الأخلاقي في كل من الشوارع والمنازل من الاستشفاء وسجن هؤلاء النساء غريب الأطوار وغير المتوازنات ".

## الحرب الأهلية الإسبانية والنفي
مع بداية الحرب الأهلية الإسبانية في 17 يوليو 1936، انتهت أنشطة نادي ليسيوم و «سكن السيدات». في سبتمبر، استقالت ماريا من منصب مدير فندق Residencia وفي 29 أكتوبر 1936، أطلق جنود جمهوريون النار على شقيقها راميرو، وهو مثقف يميني وعضو في جيل 1998، بالقرب من مدريد. صُدمت ماريا عندما غادرت إسبانيا متوجهة إلى بوينس آيرس حيث أصبحت أستاذة في جامعة بوينس آيرس. عادت إلى إسبانيا مرة واحدة فقط عام 1947 لحضور جنازة شقيقها جوستافو. توفيت في مار ديل بلاتافي 7 يناير 1948 وأعيد جثمانها إلى ضريح العائلة في إستيلا ليزارا بالقرب من بامبلونا.
خلال الحرب الأهلية، تم استخدام مبنى «سكن السيدات» كمستشفى وحضانة ودار للأيتام، وفي مارس 1940 أعيد افتتاح المدرسة باسم قاعة سكن تيريزا دي سيبيدا (Colegio Mayor Teresa de Cepeda) تحت إدارة أكثر امتثالًا وكانت أقل تهديدًا وتناسب الولايات الكنيسة.
في جميع أنحاء إسبانيا، في اليكانتي، أفيليس، باراكالدو، إلتشي، إستيا، إيستيبونا، جلاباجر، غرناطة، مالقة، بويرتويانو، سان سيباستيان وسرقسطة، وهناك شوارع وردت أسماؤهم في شرف دي ماريا مايثتو. في عام 2006، كلفت وزارة التنمية (Ministerio de Formento) في إسبانيا جمعية السلامة البحرية والإنقاذ (جمعية الإنقاذ البحري والسلامة البحرية) ببناء سبعة زوارق سحب تُعرف باسم «فئة ماريا دي مايثتو». بالإضافة إلى سحب السفن ومساعدة القوارب المتعثرة، تُستخدم هذه القاطرات لمكافحة الحرائق في البحر ومكافحة التلوث البحري وإنقاذ حطام السفن.

## كتابات
- تاريخ الثقافة الأوروبية. العصر الحديث: العظمة والعبودية. محاولة ربط التاريخ الماضي بظروف العالم الحالي. بوينس آيريس، الشباب الأرجنتيني، الكتاب المقدس. أبو الهول، (كتب للنساء)، (1941).
- «علم أصول التدريس في لندن ومدارس الحضانة» في حوليات المجلس لتوسيع نطاق الدراسات والبحوث العلمية، مدريد، عدد الظهور. و Binding E. Raso ، (1909)
- عمل المرأة: وجهات نظر جديدة: محاضرات ألقيت في 8 أبريل 1933 ، مدريد: مدرسة الممرضات في المستشفى المركزي للصليب الأحمر الإسباني (1933).
- مشكلة الأخلاق: تعليم الأخلاق (1938).
- تاريخ الثقافة الأوروبية (1941).
- مختارات القرن العشرين. النيابة الاسبانية. صور وتعليقات، مدريد: إسباسا كالبي، (1943).
- مقالات لراميرو دي مايثتو (مقدمة وجمع).

## روابط خارجية
- ماريا دي مايثتو في ويكيميديا كومنز
- ماريا دي مايثتو - موسوعة Auñamendi Basque